# Paweł Unrug
Paweł Unrug (ur. 28 września 1939 w Garbaczu) – polski aktor teatralny i filmowy, reżyser filmowy.

## Życiorys
Maturę uzyskał w II Liceum Ogólnokształcące im. Króla Jana III Sobieskiego w Krakowie. W 1964 roku ukończył studia na PWST w Krakowie. 1 września tego samego roku miał miejsce jego debiut teatralny. Występował na scenach m.in. następujących teatrów:
- Teatr im. Juliusza Słowackiego w Krakowie (1964-65)
- Teatr Polski we Wrocławiu (1965-68)
- Teatr Ludowy w Warszawie (1968-71)
- Teatr Narodowy w Warszawie (1971-72)

## Filmografia
- 1968: Lalka − hrabia, sekundant Krzeszowskiego
- 1969: Urząd − asystent kardynała
- 1969: Zbrodniarz, który ukradł zbrodnię − mężczyzna z pracy Ewy Salm
- 1970: Cicha noc, święta noc
- 1970: Doktor Ewa − brat Hanki (odc. 8)
- 1970: Kolumbowie − porucznik AK (odc. 4)
- 1970: Lokis. Rękopis profesora Wittembacha − lokaj w pałacu Szemiotów
- 1971: Jak daleko stąd, jak blisko − reżyser
- 1971: System − młody lekarz
- 1971: Zabijcie czarną owcę
- 1972: Poślizg − mężczyzna zainteresowany kupnem aparatu Marka
- 1973: Janosik − Wrona
- 1973: Sanatorium pod Klepsydrą − asystent Metternicha
- 1974: Czterdziestolatek − Władeczek, sąsiad Karwowskich (odc. 2 i 4)
- 1975: Dyrektorzy − robotnik
- 1975: Kazimierz Wielki − komtur krzyżacki w Gdańsku
- 1975: Trzecia granica − Anglik Eddy
- 1976: Za metą start – kuzyn Szymańskiego, gospodarz przyjęcia
- 1977: Pasja − człowiek Szeli
- 1977: Układ krążenia − uczestnik konferencji (odc. 1)
- 1978: Sowizdrzał świętokrzyski − brat Jakub
- 1978: Ślad na ziemi − kierowca (odc. 1, 2 i 4)
- 1979: Operacja Himmler − Oficer SS w szkole szermierki
- 1979: Racławice. 1794 − kapitan Karol Meller
- 1980: Powstanie Listopadowe. 1830–1831 − generał Piotr Szembek
- 1981: Białe tango − ginekolog (odc. 2)
- 1981: Chłopiec − psycholog
- 1981: Najdłuższa wojna nowoczesnej Europy − powstaniec (odc. 13)
- 1982: Smak czekolady − żandarm uderzający „Cygana”
- 1982: Życie Kamila Kuranta − lekarz (odc. 6)
- 1983: Alternatywy 4 − tragarz (odc. 2 i 3)
- 1983: Na odsiecz Wiedniowi − generał Hans Heinrich Dunewald
- 1984: 07 zgłoś się − pracownik stacji CPN (odc. 18)
- 1985: 5 dni z życia emeryta − major Błaszyński (odc. 4 i 5)
- 1984: Hania − Ustrzycki
- 1984: Rok spokojnego słońca
- 1984: Sprawa się rypła − lekarz pogotowia
- 1985: C.K. Dezerterzy − weteran
- 1985: Chrześniak − pracownik PGR
- 1986: Wcześnie urodzony − recepcjonista
- 1986: Zmiennicy − Poniatowski z administracji (odc. 11)
- 1987: Ballada o Januszku − taksówkarz (odc. 3 i 4)
- 1987: Sala nr 6 − członek komisji
- 1987: Wielki Wóz − oficer
- 1987: Bliskie spotkania z wesołym diabłem − szef nagonki
- 1988: Chichot Pana Boga − Robert Willis, sierżant służby specjalnej
- 1988: Przyjaciele wesołego diabła − szef nagonki (odc. 5)
- 1988: Romeo i Julia z Saskiej Kępy − Polonus kupujący obraz Leopolda
- 1989: Qui vivra verra... Kto przeżyje zobaczy − Stanisław Mertens
- 1990: Domena władzy − agent śledzący Burskiego
- 1991: Beltenberos − polski kierowca
- 1997: Pułapka − Ernest Zawada
- 2017: Na Wspólnej − Wolski (odc. 2516, 2518, 2523)

## Reżyser
- 1986: Kurs na lewo